# Kosmonosy

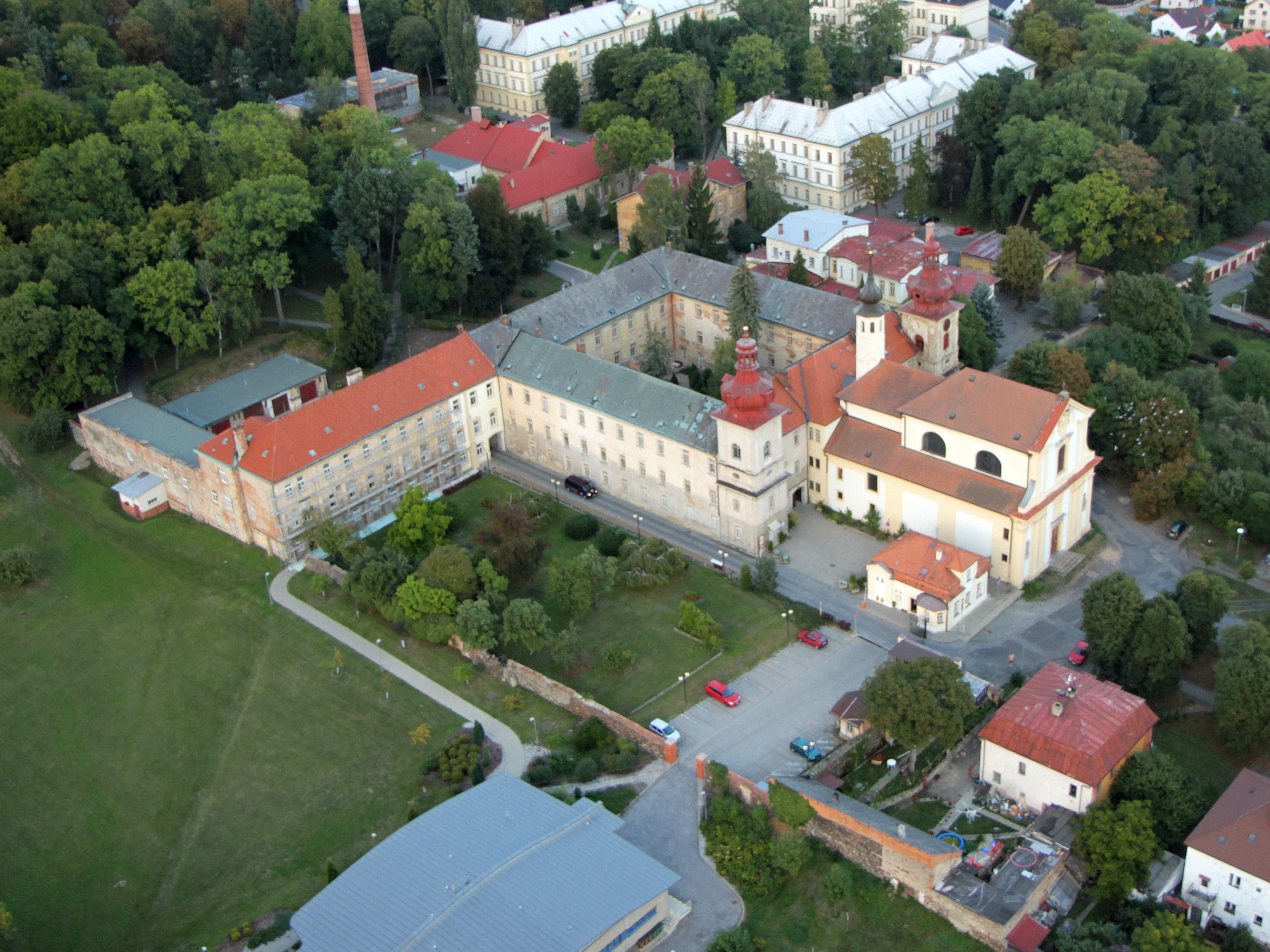
Kloster Kosmonosy

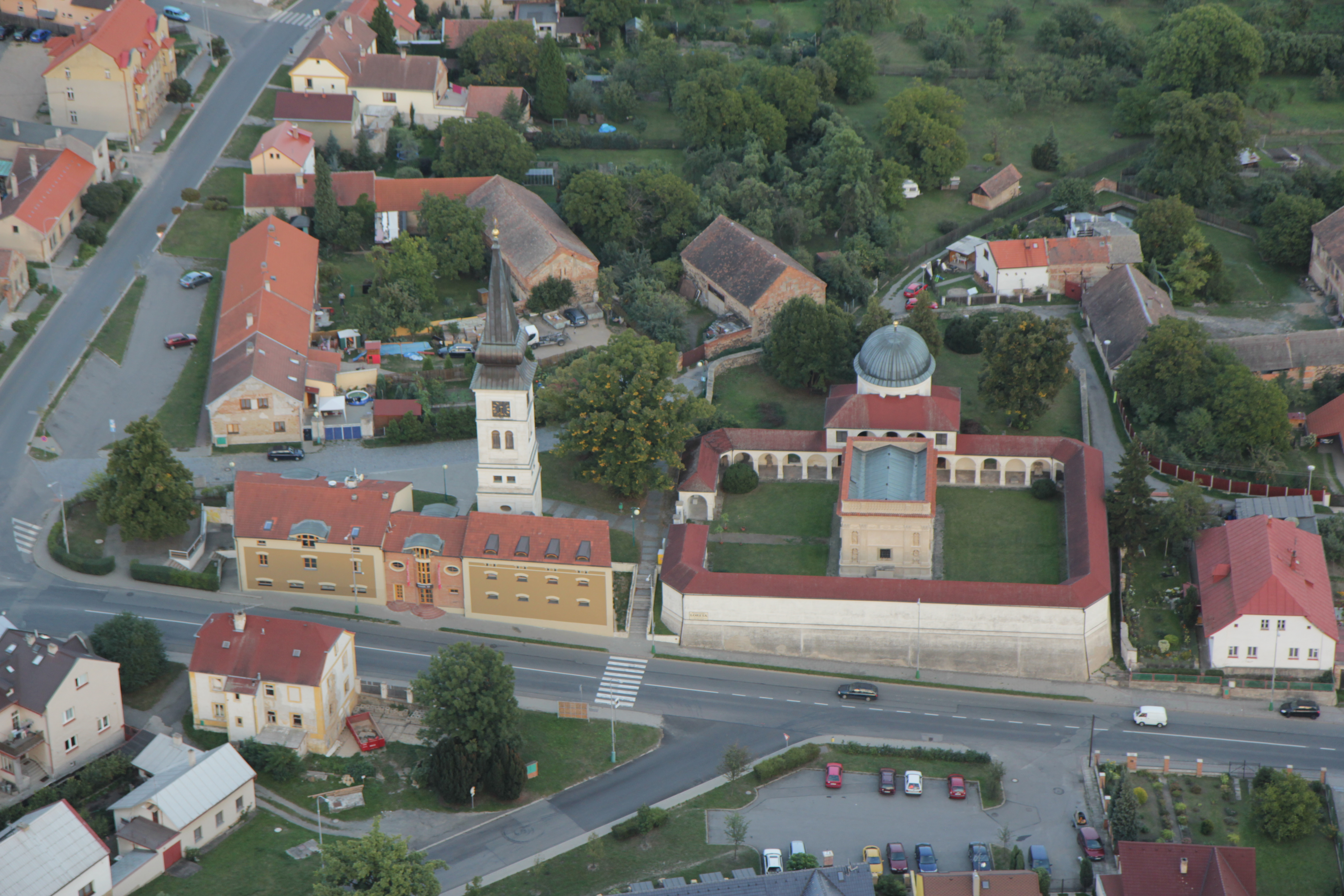
Loreto-Kapelle in Kosmonosy

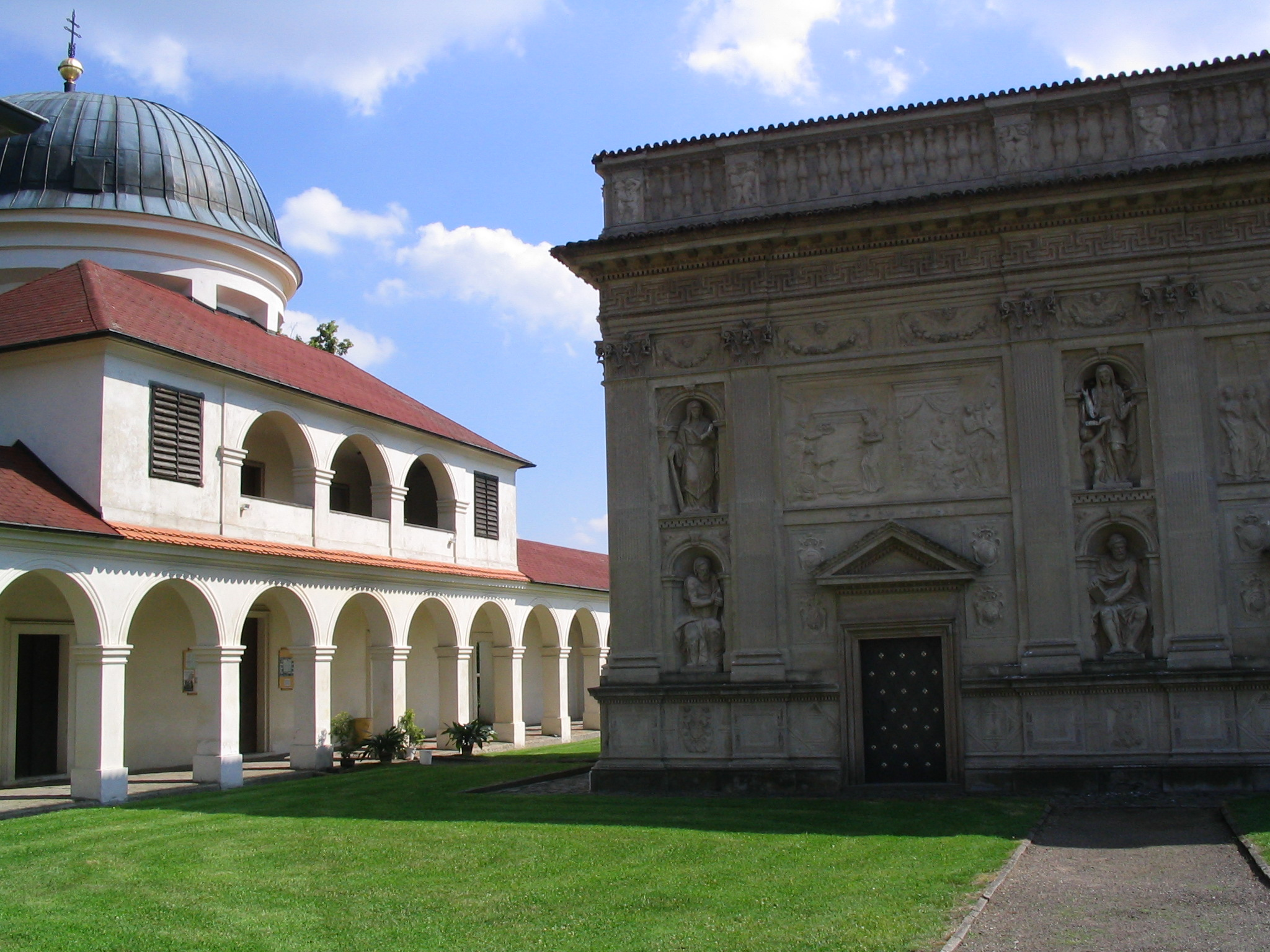
Loreto-Kapelle

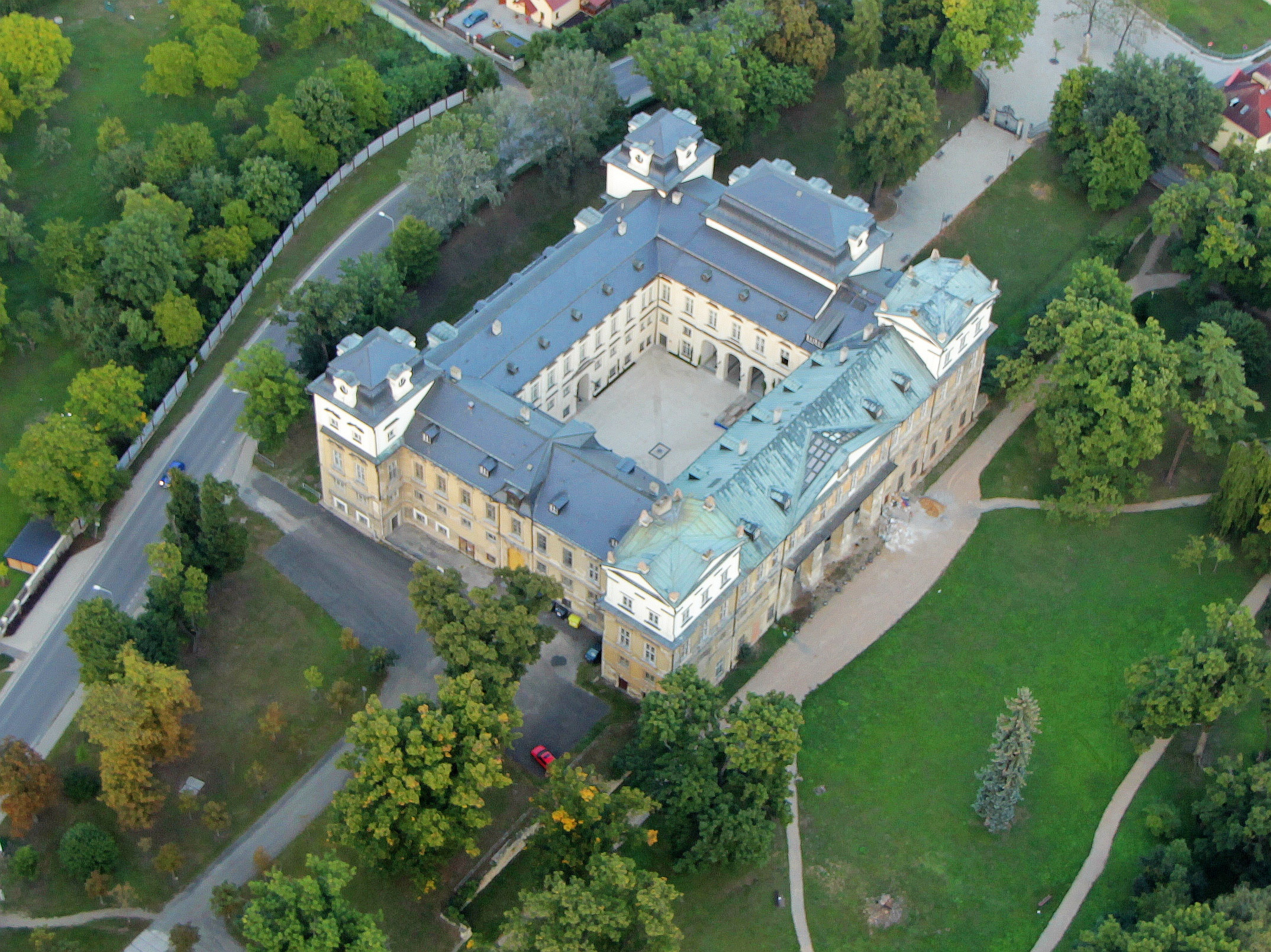
Schloss Kosmonosy

Kosmonosy (deutsch Kosmanos) ist eine Stadt mit 3917 Einwohnern in Tschechien. Sie liegt unmittelbar nördlich von Mladá Boleslav in 243 m ü. M. und gehört dem Okres Mladá Boleslav an. Die Katasterfläche beträgt 1 161 ha.

## Geographie
Kosmonosy befindet sich in der Flussebene der Jizera (Iser). Nachbarorte sind Debř, Láskov und Bradlec im Westen, Chudoplesy im Norden sowie Horní Stakory im Osten. Südlich ist die Stadt mit Mladá Boleslav zusammengewachsen, sie grenzt an das Werksgelände der Škoda-Werke und eine große Plattenbausiedlung.
Im Nordosten erheben sich die Hügel Baba (362 m) und Dědek (349 m), die 1950 zum Naturreservat Vrch Baba u Kosmonos erklärt wurden.

## Geschichte
Die erste urkundliche Erwähnung befindet sich in einer Schenkungsliste an den Johanniterorden von 1186.
Zwischen 1560 und 1570 ließ Adam Kraiger von Kraigk eine Feste im Stil der Renaissance errichten. 1650 erwarb Hermann Czernin von Chudenitz die Herrschaft. An das 1688 von Hermann Jakob Czernin von Chudenitz gestiftete Piaristenkloster war ein Gymnasium angeschlossen, das zum Mittelpunkt der Bildung im ganzen Bunzlauer Kreis wurde. An Stelle der hölzernen Kirche St. Martin entstand ab 1702 die Loretokapelle, die als architektonisches Schmuckstück der Stadt gilt. Von 1703 bis 1709 gestaltete Giovanni Battista Alliprandi die Feste für Jakob Hermann Czernin von Chudenitz um und schuf ein Schloss mit drei Flügeln. Humprecht Johann Czernin von Chudenitz erteilte dem Ort die Gewerbefreiheit. Während der Herrschaft der Grafen Czernin von und zu Chudenitz entstanden die Kreuzkirche, die Loretokapelle und der Campanile.
1738 verkauften die Czernin ihren Besitz in Kosmonosy an die Herzan von Harras. Nächster Besitzer war Joseph von Bolza, der 1764 eine Textilmanufaktur mit Bleiche und Färberei an der Iser gründete, aus der später die Textildruckfabriken Leitenberger und TIBA entstand.
Durch  Josephinische Reformen wurde das Kloster aufgehoben und sein Besitz fiel an den Religionsfonds. Das Gymnasium wurde nach Jungbunzlau verlegt. 1793 erwarb Johann Josef Leitenberger die Klosteranlagen und errichtete darin eine Textilfabrik für bedruckte Halstücher.
Im 18. Jahrhundert erwarben die Grafen Mirbach den Ort. 1836 ließ Gotthard Graf Mirbach die Schlossanlage im Empirestil umgestalten. 1867 erwarb der Landesausschuss die frühere Leitenbergersche Fabrik im alten Piaristenkloster für einen Umbau zur Irrenanstalt. Seit 1897 ist darin ein psychiatrisches Krankenhaus eingerichtet.
Unter dem nächsten Besitzer des Schlosses, Baron Oskar Klinger, erfolgte 1905 eine Modernisierung der Fassaden. Am 26. Oktober 1913 erhob Kaiser Franz Joseph den Marktflecken Kosmanos zur Stadt.
Nach dem Zweiten Weltkrieg wurde Kosmonosy nach Mladá Boleslav, das sich inzwischen bis an die Stadtgrenzen ausgedehnt hatte, eingemeindet. 1954 erhielt es seine Selbstständigkeit wieder und wurde 1974 erneut gegen den Willen der Bevölkerung angegliedert. 1991 erhielt die Stadt wiederum ihre Eigenständigkeit zurück. 1994 schloss sich die Gemeinde Horní Stakory auf eigenen Wunsch Kosmonosy an.

## Gemeindegliederung
Zu Kosmonosy gehört der Ortsteil Horní Stakory (Ober Stakor).

## Städtepartnerschaften
- Seeheim-Jugenheim, Deutschland

## Sehenswürdigkeiten
- Loreto-Kapelle und Campanile, errichtet 1702–1708 von Giovanni Battista Alliprandi
- Schloss Kosmonosy mit englischem Park
- Naturreservat „Vrch Baba u Kosmonos“
- Kirche zur Erhebung des Hl. Kreuzes, erbaut 1671–1673 durch Francesco Caratti, war das erste barocke Gotteshaus im Jungbunzlauer Kreis
- ehemaliges Piaristenkloster, 1688–1692 von Giovanni Battista Maderno errichtet, heute ein psychiatrisches Krankenhaus, die Heilanstalt Kosmonosy

## Persönlichkeiten

### Söhne und Töchter der Stadt
- Josef Jiří Jelínek (1697–1776), Bildhauer und Schnitzer
- Alois Bubák (1824–1870), Landschaftsmaler der Romantik
- Karel Domalíp (1846–1909), Elektrotechniker und Lehrstuhlinhaber in Prag
- Karel Kruis (1851–1917), Professor für Gärungschemie und Fotografie an der Technischen Hochschule Prag
- Antonín Stecker (1855–1888), Zoologe
- Karel Stecker (1861–1918), Professor für Orgelspiel und Tonkunst am Prager Konservatorium
- Rudolf Zeisel (1869–1942), Schauspieler und Regisseur, NS-Opfer
- Gustav Adolf Procházka (1872–1942), Bischof und Patriarch der Böhmischen Brüdergemeinde
- Josef Matějů (1891–1967), Bildhauer
- Zdeněk Ullrych (1901–1955), Soziologe
- Eduard Knobloch (* 1907 in Horní Stakory), Pharmazeut und Biochemiker
- Jiří Formáček (* 1932 in Horní Stakory), tschechischer Fagottist und Professor am Prager Konservatorium

### In der Stadt wirkten und lebten
- Karl August Neumann (1771–1866), deutscher Chemiker und Industrieller, Fabrikleiter im Ort
- Rudolf Kalvach (1883–1932), österreichischer Grafiker, verbrachte seine letzten Lebensjahre in der Psychiatrischen Anstalt Kosmanos
- Čeněk Novotný (1903–1972), Lehrer an der örtlichen Schule, Autor pädagogischer, regionalgeschichtlicher und botanischer Schriften